# Plaveč (Slovacchia)
Plaveč (in ungherese Palocsa, in tedesco Plautsch, in polacco Pławiec) è un comune della Slovacchia facente parte del distretto di Stará Ľubovňa, nella regione di Prešov.